# The League of Extraordinary Gentlemen
The League of Extraordinary Gentlemen (bra: A Liga Extraordinária; prt: Liga de Cavalheiros Extraordinários) é um filme checo-britano-teuto-estadunidense de 2003, dos gêneros ação, aventura, ficção científica e fantasia, dirigido por Stephen Norrington.
O roteiro, de James Robinson, é inspirado no primeiro volume do romance gráfico homônimo de Alan Moore e Kevin O'Neill.
Grandes personagens da literatura mundial são reunidos pela Rainha Vitória para combater um homem que deseja dominar o planeta.
Foi o último filme estrelado pelo ator Sean Connery, que se aposentou após a conclusão das gravações, descontente com os rumos que Hollywood e seus estúdios haviam tomado, produzindo filmes com roteiros, segundo ele, de qualidade duvidosa. 

## Elenco
| Ator/Atriz       | Personagem                                |
| ---------------- | ----------------------------------------- |
| Sean Connery     | Allan Quatermain                          |
| Naseeruddin Shah | Capitão Nemo                              |
| Tony Curran      | Rodney Skinner / Homem Invisível          |
| Peta Wilson      | Mina Harker                               |
| Shane West       | Tom Sawyer                                |
| Stuart Townsend  | Dorian Gray                               |
| Jason Flemyng    | Dr. Jekyll / Mr. Hyde                     |
| Richard Roxburgh | M / O Fantasma / Professor James Moriarty |
| David Hemmings   | Nigel                                     |